# Agrotis psammocharis
Agrotis psammocharis là một loài bướm đêm trong họ Noctuidae.